# Oleria modesta
Oleria modesta är en fjärilsart som beskrevs av Richard Haensch 1903. Oleria modesta ingår i släktet Oleria och familjen praktfjärilar. Inga underarter finns listade i Catalogue of Life.